# Bud Cort
Bud Cort, pseudonimo di Walter Edward Cox (New Rochelle, 29 marzo 1948), è un attore e sceneggiatore statunitense.

## Biografia
Figlio di un direttore di bande musicali, Bud Cort studiò arte, per poi passare alla recitazione, lavorando nei teatri di periferia di New York e nella rivista. Passato al cinema con una prima apparizione in Su per la discesa (1967) di Robert Mulligan, fu notato dal regista Robert Altman, che gli diede un piccolo ruolo nella commedia M*A*S*H (1970). Cort si specializzò in parti di giovanotto goffo e un po' svitato, forte di un volto dai lineamenti fanciulleschi, con grandi occhi dall'espressione innocente, spesso nascosti dietro grandi occhiali e da una folta frangia di capelli neri.
L'aspetto innocente e sognatore fece di Cort una sorta di icona della controcultura cinematografica di inizio anni settanta, grazie anche alle sue interpretazioni in Anche gli uccelli uccidono (1970) di Robert Altman, in cui interpretò un ragazzo che aspira a trasformarsi in un uccello e riuscire a volare, andando incontro a un tragico epilogo, e in Fragole e sangue (1970) di Stuart Hagmann, pellicola che trattò la ribellione giovanile attraverso la vicenda ambientata durante l'occupazione di un'università statunitense. La sua interpretazione più memorabile è quella dello stravagante Harold, rampollo di una ricca famiglia, il quale rifiuta le regole borghesi nel film Harold e Maude (1971) di Hal Ashby.
Bud Cort continuò la carriera cinematografica in maniera discontinua, partecipando ad altri film, come Maria's Lovers (1984) di Andrej Končalovskij, Invaders (1986) di Tobe Hooper, Heat - La sfida (1995) di Michael Mann, T-Rex - Il mio amico Dino (1995) di Jonathan Betuel e The Million Dollar Hotel (2000) di Wim Wenders, ma la sua fama resta sostanzialmente legata alla breve stagione vissuta all'inizio degli anni settanta.

## Filmografia parziale

### Attore

#### Cinema
- Su per la discesa (Up the Down Staircase), regia di Robert Mulligan (1967)
- Sweet Charity - Una ragazza che voleva essere amata (Sweet Charity), regia di Bob Fosse (1969)
- M*A*S*H, regia di Robert Altman (1970)
- Fragole e sangue (The Strawberry Statement), regia di Stuart Hagmann (1970)
- Boia viaggiante (The Traveling Executioner), regia di Jack Smight (1970)
- Anche gli uccelli uccidono (Brewster McCloud), regia di Robert Altman (1970)
- Gas, fu necessario distruggere il mondo per poterlo salvare (Gas-s-s-s), regia di Roger Corman (1970)
- Harold e Maude (Harold and Maude), regia di Hal Ashby (1971)
- Roma drogata la polizia non può intervenire, regia di Lucio Marcaccini (1975)
- Son of Hitler, regia di Rod Amateau (1978)
- Passione fatale (Love Letters), regia di Amy Holden Jones (1983)
- The Secret Diary of Sigmund Freud, regia di Danford B. Greene (1984)
- Electric Dreams, regia di Steve Barron (1984)
- Maria's Lovers, regia di Andrej Končalovskij (1984)
- Invaders (Invaders from Mars), regia di Tobe Hooper (1986)
- Il motel della paura (Bates Motel), regia di Richard Rothstein (1987)
- Fuori nel buio (Out of the Dark), regia di Michael Schroeder (1989)
- Girl in the Cadillac, regia di Lucas Platt (1995)
- Heat - La sfida (Heat), regia di Michael Mann (1995)
- T-Rex - Il mio amico Dino (Theodore Rex), regia di Jonathan R. Betuel (1996)
- I Woke Up Early the Day I Died, regia di Edward D. Wood Jr. (1998)
- Dogma, regia di Kevin Smith (1999)
- Gonne al bivio (But I'm a Cheerleader), regia di Jamie Babbit (1999)
- The Million Dollar Hotel, regia di Wim Wenders (2000)
- Le ragazze del Coyote Ugly (Coyote Ugly), regia di David McNally (2000)
- Pollock, regia di Ed Harris (2000)
- Big Empty - Tradimento fatale (The Big Empty), regia di Steve Anderson (2003)
- Le avventure acquatiche di Steve Zissou (The Life Aquatic with Steve Zissou), regia di Wes Anderson (2004)
- Number 23, regia di Joel Schumacher (2007)

#### Televisione
- Un salto nel buio (Tales from the Darkside) – serie TV, episodio 1x15 (1985)
- Il brivido dell'imprevisto (Tales of the Unexpected) – serie TV, episodio 8x03 (1985)
- Ai confini della realtà (The Twilight Zone) – serie TV, episodio 3x14 (1988)
- Guerra al virus (And the Band Played On), regia di Roger Spottiswoode – film TV (1993)
- Ugly Betty – serie TV, episodio 2x07 (2007)
- Criminal Minds – serie TV, episodio 5x16 (2010)

### Doppiatore
- Il piccolo principe (The Little Prince), regia di Mark Osborne (2015)

## Doppiatori italiani
Nelle versioni in italiano delle opere in cui ha recitato, Bud Cort è stato doppiato da:
- Claudio Sorrentino in Anche gli uccelli uccidono, Harold e Maude
- Cesare Barbetti in Roma drogata la polizia non può intervenire
- Massimo Lodolo in Un salto nel buio
- Sandro Acerbo ne Il motel della paura
- Rodolfo Baldini in Guerra al virus
- Dario Penne in Heat - La sfida
- Raffaele Fallica in Big Empty - Tradimento fatale
- Gianni Giuliano in Million Dollar Hotel
- Guido Sagliocca ne Le avventure acquatiche di Steve Zissou
- Franco Zucca in Number 23
- Giorgio Lopez in Criminal Minds

Da doppiatore è sostituito da:
- Pif ne Il piccolo principe